# Dundasite
La dundasite est un minéral rare, carbonate de plomb et d'aluminium. Le minéral est nommé d'après le topotype, Dundas (Tasmanie) (en) en Australie. Il fut découvert dans la Adelaide Proprietary Mine. La dundasite fut décrite pour la première fois par William Frederick Petterd en 1893.
La dundasite est un minéral secondaire peu commun se trouvant dans la zone oxydée de gisements de minerai de plomb. Elle croît souvent sur la crocoïte. Elle peut également être recouverte par de la cérusite jaune. Elle peut être associée à la cérusite, la plattnerite, l'azurite, la malachite, la pyromorphite, la mimétite, la beudantite, la duftite, la crocoïte, la gibbsite, l'allophane et la limonite.
En dehors de son topotype en Tasmanie, le minéral a également été trouvé en Nouvelle-Zélande, en Australie continentale, en Chine, en Belgique, en Allemagne, en France, en Grèce, au Royaume-Uni, en Irlande, en Italie, en Autriche, en Tchéquie, en Namibie et aux États-Unis.